# Johannes Mertens (Politiker)
Johannes Mertens (* 25. April 1935 in Münster; † 27. November 1999) war ein deutscher Handelslehrer und CDU-Politiker in Hamburg.

## Leben
Mertens machte 1954 Abitur und 1956 absolvierte er seine Prüfung war zum Groß- und Außenhandelskaufmann. Es folgte 1959 ein die Prüfung zum Diplom-Handelslehrer. Er war von 1961 als Studienrat und von 1968 als Oberstudiendirektor und Schulleiter des Wirtschaftsgymnasiums in der City Nord tätig. 1997 wurde er pensioniert. Er war verheiratet und hatte drei Kinder.

## Politik
Mertens trat 1974 in die CDU ein und war Kreisvorsitzender der CDU in Hamburg-Eimsbüttel. Von Juni 1982 bis zu seinem Tode saß er für die CDU Hamburg in der Hamburger Bürgerschaft. Dort war er für die CDU-Fraktion unter anderem im Ausschuss für die Situation und die Rechte der Ausländer, Ausschuss für Inneres und für den Öffentlichen Dienst sowie im Haushaltsausschuss. Ein weiterer Schwerpunkt in seiner politischen Arbeit war die Schul- und Sozialpolitik. Zudem arbeitete er mit in dem sogenannten Untersuchungsausschuss „Filz“. Der damalige Bürgermeister Ortwin Runde schrieb 1999 in seinem Kondolenzbrief an die Frau des Politikers: „Johannes Mertens hatte die Verpflichtung des Mandats wahrhaft ernst genommen, er war ein fairer, ein verlässlicher und ein kompetenter Streiter in der Sache. […] Ihr Mann hat sich ganz besonders durch sein vorbildliches Engagement in der Hamburgischen Bürgerschaft um unsere Stadt verdient gemacht. Über die Parteigrenzen hinweg werden wir alle Johannes Mertens stets in bester Erinnerung behalten.“